# كومودو إنترنت سكيوريتي
كومودو إنترنت سكيوريتي (بالإنجليزية: Comodo Internet Security)‏، التي تم تطويرها وتوزيعها من قبل مجموعة كومودو، هي مجموعة برامج حماية مجانية تتضمن برنامج مكافحة الفيروسات، جدار حماية شخصي، صندوق الحماية ونظام منع التسلل القائم على المضيف (هيبس).

## كومودو إندبوانت سيكوريتي ماناجر (سيسم)
كومودو إندبوانت سيكوريتي ماناجر (سيسم) هو منتج ملقم لإدارة إعدادات الأمان ومكونات أمان أجهزة الكمبيوتر نقطة نهاية الشبكة بشكل مركزي. سيسم يدير توزيع وتحديثات من برامج مكافحة الفيروسات.